# Вероніка Клечова
Вероніка Клечова (словац. Veronika Klechová; нар. 5 травня 1989, Бернолаково, Чехословаччина) — словацька футболістка, півзахисниця.

## Клубна кар'єра
Футболом розпочала свою кар’єру у «Бернолаково», звідки у 13 років перейшла до «Слована» (Братислава). У сезоні 2005/06 років уклала професіональний договір з братиславським «Слованом», у футболці якої брала участь у декількох матчах жіночої Ліги чемпіонів УЄФА.
7 лютого 2012 року виїхала зі Словаччини й підписала контракт з валлійським клубом «Кардіфф Сіті».
Через півроку атакувальну півзахисниця залишила Британські острови й 31 січня 2013 року підписала орендний контракт з австрійським «Нойленгбахом». Після півроку в Австрії влітку 2013 року повернулася до «Кардіфф Сіті» з Уельсу. Клехова грала в попередньому раунді сезону 2013/14 років за «Кардіфф Сіті», а в січні 2014 року переїхала в Шотландію, щоб приєднатися до «Інвернесс Ледіс».

## Кар'єра в збірній
Виступає за національну збірну Словаччину, у футболці якої дебютувала 22 червня 2006 року у 17-річному віці у матчі кваліфікації чемпіонату світу проти Румунії.

## Особисте життя
У 2009 році закінчила середню школу в Панкухова 6 у Братиславі, а потім почала вивчати фізіотерапію в Словацькому медичному університеті в Братиславі. З 2011 року перебуває у стосунках із словацьким футболістом Філіпом Кішшем.